# Letomola contortus
Letomola contortus är en snäckart som först beskrevs av Hedley 1924.  Letomola contortus ingår i släktet Letomola och familjen Charopidae. IUCN kategoriserar arten globalt som otillräckligt studerad. Inga underarter finns listade i Catalogue of Life.